# Sidabrinė gervė
Le Sidabrinė gervė (« Grue d'argent » en français) est un prix annuel lituanien de cinéma et de télévisions décerné aux acteurs, réalisateurs et techniciens, remis à Vilnius (Lituanie).
L'objectif de ce prix est de sélectionner et d'évaluer les meilleurs films nationaux de l'année écoulée et d'honorer leurs créateurs, de promouvoir la diffusion du cinéma lituanien.
Le prix Sidabrinė gervė est créé en 2008 par l'Association de la protection de la propriété intellectuelle lituanienne (AVAKA), responsable de la cérémonie jusqu'en 2009.
De 2010 à 2018, ce prix est décerné par l'Académie lituanienne du cinéma (LiKA), puis est relancé et de nouveau décerné par l'AVAKA depuis 2019,.
Le trophée représente une grue cendrée, oiseau répandu en Lithuanie, en hommage à la grue de cinéma. Les statuettes ont été conçues par le sculpteur lituanien Audrius Liaudanskas.

## Type de récompenses

### Récompenses principales
- Meilleur film
- Meilleure réalisation
- Meilleure actrice
- Meilleur acteur
- Meilleure actrice dans un second rôle
- Meilleur acteur dans un second rôle
- Meilleur scénario
- Meilleur film documentaire
- Meilleur court métrage documentaire
- Meilleur film d'animation
- Meilleur court métrage
- Meilleure photographie
- Meilleure musique originale
- Meilleurs décors
- Meilleur montage
- Meilleur accomplissement professionnel

### Récompenses spéciales
- Sidabrinės gervės kiaušinis (« Œuf de grue »), prix du meilleur film étudiant
- Auksinė gervė (« Grue d'or »), grand prix d'honneur

### Récompenses passées
- Meilleure performance dans un rôle principal
- Meilleure performance dans un second rôle
- Meilleur téléfilm
- Meilleure co-production

## Liste des cérémonies
| - Édition | Date             | Lieu                                          | Diffuseur | Maître de cérémonie                                         | Meilleur film                    |
| --------- | ---------------- | --------------------------------------------- | --------- | ----------------------------------------------------------- | -------------------------------- |
| 1re       | 29 mai 2008      | Théâtre national d'art dramatique de Lituanie | LNK (en)  | Nelė Savičenko et Vladas Bagdonas                           | Kolekcionierė (lt)               |
| 2e        | 29 mai 2009      | LRT Big Studio                                | LRT       | Ramūnas Cicėnas et Giedrius Savickas                        | Artimos šviesos (lt)             |
| 3e        | 28 mai 2010      | Teatro arena                                  | LRT       | Ramūnas Rudokas et Gražina Balandytė                        | Indigène d'Eurasie               |
| 4e        | 27 mai 2011      | Vilniaus Kongresų rūmai                       | LRT       | Marijonas Mikutavičius et Žygymantas Stakėnas               | Kai apkabinsiu tave (lt)         |
| 5e        | 13 mai 2012      | Théâtre national d'art dramatique de Lituanie | LRT       | Andrius Bialobžeskis, Viktorija Streiča et Kęstutis Jakštas | Miegančių drugelių tvirtovė (lt) |
| 6e        | 11 mai 2013      | Teatro arena                                  | LRT       | Gabija Ryškuvienė et Andrius Žiurauskas                     | Vanishing Waves                  |
| 7e        | 13 mai 2014      | Vilnius                                       | LRT       | Vytautas Rumšas et Vytautas Rumšas Junior                   | Lošėjas (lt)                     |
| 8e        | 30 mai 2015      | LRT Didžioji salė                             | LRT       | Sandra Daukšaitė-Petrulėnė et Andrius Tapinas               | Summer                           |
| 9e        | 27 mai 2016      | Compensa koncertų salė                        | LRT       | Mykolas Vildžiūnas                                          | Peace to Us in Our Dreams        |
| 10e       | 13 juin 2017     | Vilniaus Kongresų rūmai                       | LRT       | Andrius Rožickas                                            | Šventasis                        |
| 11e       | 13 juin 2018     | Vilnius                                       | LRT       | Giedrius Masalskis et Eglė Daugelaitė                       | Stebuklas (lt)                   |
| 12e       | 22 novembre 2020 | Vilnius                                       | TV3 (en)  |                                                             | Nova Lituania                    |
| 13e       | 5 juin 2022      | Lietuvos didžiųjų kunigaikščių rūmai          | LRT       | Rytis Zemkauskas et Elžbieta Latėnaitė                      | Pilgrims                         |